# Singa concinna
Singa concinna là một loài nhện trong họ Araneidae.
Loài này thuộc chi Singa. Singa concinna được Ferdinand Karsch miêu tả năm 1884.